# Fulham (wijk)

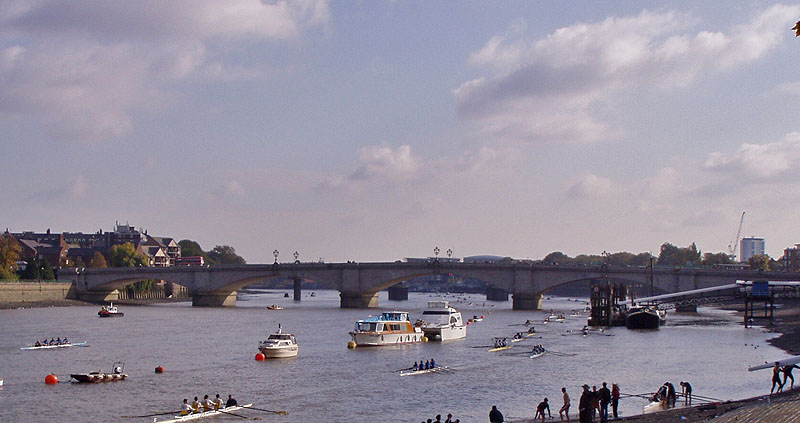
Putney Bridge, rivier

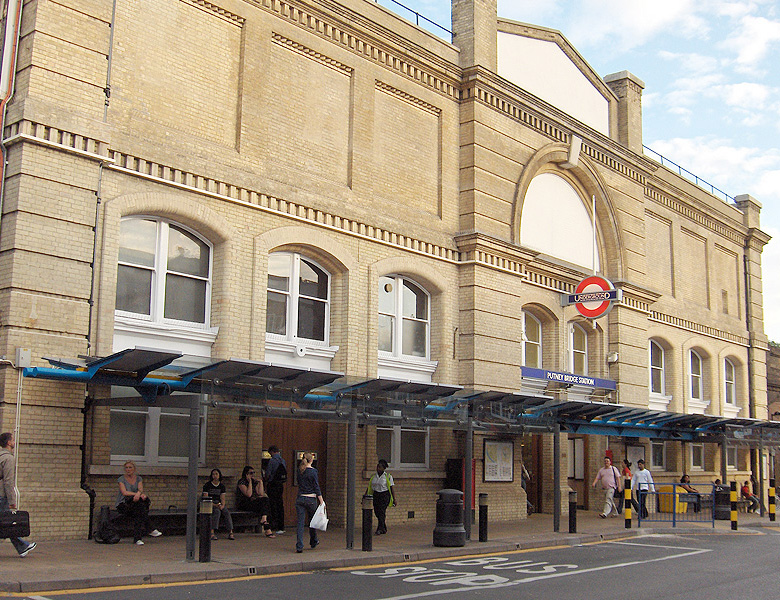
Putney Bridge, metro-ingang

Fulham is een gebied in Londen in het district Hammersmith en Fulham. In Fulham ligt de thuishaven van de voetbalclub Fulham FC, het Craven Cottage en het stadion van voetbalclub Chelsea FC, Stamford Bridge.

## Transport
- Fulham Broadway (metrostation)

## Geboren in Fulham
- Granville Sharp (1735-1813), strijder voor afschaffing van de slavernij
- Pete Sinfield (1943-2024), dichter, schrijver en performer (King Crimson en Emerson, Lake & Palmer)
- Stan Webb (1946), gitarist (Chicken Shack)
- Paul Brett (1947-2024), gitarist
- John Lydon (1956), muzikant (Sex Pistols, Public Image Ltd.)
- Catherine Tate (1968), comédienne en actrice
- James D'Arcy (1975), acteur, bekend uit Master and Commander: The Far Side of the World
- Daniel Radcliffe (1989), acteur, bekend als Harry Potter
- Jill Dando
- Leslie Grantham
- Judith Keppel
- Mark Robinson
- William Archibald Spooner